# Dirk Kuyt
Dirk Kuyt (Katwijk, Holanda Meridional, 22 de julio de 1980), escrito en neerlandés como Dirk Kuijt, es un exfutbolista neerlandés cuyo último equipo fue el  Feyenoord de Róterdam. Jugó principalmente como extremo, aunque también actuó de centrocampista. En la Copa Mundial de la FIFA 2014 jugó mayormente de lateral por la derecha. Actualmente es entrenador del Dordrecht de la Eerste Divisie de los Países Bajos.

## Trayectoria

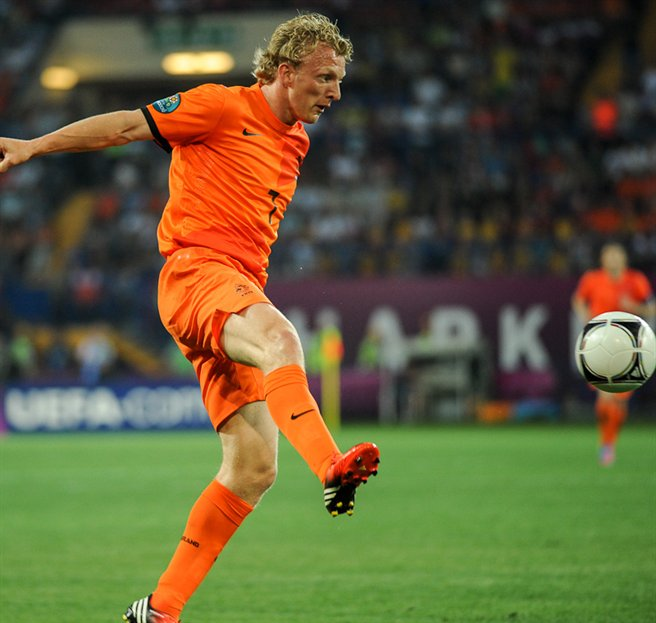
Kuyt en la Eurocopa 2012.

Sus primeros pasos los da en el Quick Boys, club que integra con sólo cinco años. Tras pasar por las ramas menores del club de su ciudad natal, en 1998 ficha por el FC Utrecht, siendo observado por un cazatalentos del club.
Con 18 años llega al Utrecht, y de inmediato se establece en el primer equipo, aunque empieza como extremo y pese a jugar muchos partidos, termina con muy pocos goles en sus primeras dos campañas. Sin embargo, lograría en el año 2003 su primer título como jugador, al ganar la Copa de los Países Bajos tras vencer al Feyenoord, club al cual después llegará.
En 2003, el Feyenoord lo adquiere por 1 millón de euros, con el fin de reemplazar a Pierre van Hooijdonk, que partió al fútbol turco. En sus tres temporadas se ha destacado por su entrega al club, logrando buenos registros goleadores. En 2005 asumió la capitanía del club, logrando además ser internacional con los Países Bajos.
Tras el Mundial de Alemania, el Liverpool se hace con sus servicios, cancelando nueve millones de libras. Las cosas en su primera campaña fueron buenas. Llegaría a la final de la Liga de Campeones en 2007, final que perdería ante el AC Milan italiano. Sin embargo, vería que en las siguientes temporadas, pese a su desempeño, el club no lograría ningún título de relevancia a nivel local e internacional.
Aunque parecía que el futbolista no conseguiría un título con los reds, finalmente se proclamó campeón de la Carling Cup en 2012, sumando otra copa más a la conseguida en Países Bajos con el FC Utrecht. Jugó con el Liverpool 285 partidos y anotó 71 goles, incluyendo el único gol del equipo inglés en la final de Atenas de la liga de Campeones de 2007.

## Selección nacional
Disputó 104 encuentros con la selección nacional en la que ha anotado 24 goles. Para la Copa Mundial de Fútbol de 2010 fue uno de los 23 elegidos para representar a su selección. Jugó 7 partidos, anotando un gol, el segundo de su selección ante Dinamarca, que acabó con un resultado de 2-0. En la final, perdió por 0 goles a 1 ante el combinado español.
El 13 de mayo de 2014, Kuyt fue incluido por el entrenador de la selección de los Países Bajos, Louis van Gaal, en la lista preliminar de 30 jugadores con miras a la Copa Mundial de Fútbol de 2014 en Brasil. Finalmente fue confirmado en la nómina definitiva de 23 jugadores el 31 de mayo, haciendo de esta la tercera ocasión que disputó una cita mundialista.

### Participaciones en torneos internacionales
| Competición                         | Categoría | Sede              | Resultado        | Partidos | Goles |
| ----------------------------------- | --------- | ----------------- | ---------------- | -------- | ----- |
| Clasificación Mundial 2006          | Absoluta  | Europa            | Clasificado      | 11       | 3     |
| Copa Mundial de Fútbol de 2006      | Absoluta  | Alemania          | Octavos de final | 3        | 0     |
| Clasificación para la Eurocopa 2008 | Absoluta  | Europa            | Clasificado      | 7        | 1     |
| Eurocopa 2008                       | Absoluta  | Suiza y Austria   | Cuartos de final | 3        | 1     |
| Clasificación Mundial 2010          | Absoluta  | Europa            | Clasificado      | 8        | 3     |
| Copa Mundial de Fútbol de 2010      | Absoluta  | Sudáfrica         | Subcampeón       | 7        | 1     |
| Clasificación para la Eurocopa 2012 | Absoluta  | Europa            | Clasificado      | 9        | 6     |
| Eurocopa 2012                       | Absoluta  | Polonia y Ucrania | Primera fase     | 2        | 0     |
| Clasificación Mundial 2014          | Absoluta  | Europa            | Clasificado      | 5        | 0     |
| Copa Mundial de Fútbol de 2014      | Absoluta  | Brasil            | Tercer lugar     | 5        | 0     |
| Total                               | Total     | Total             | Total            | 60       | 15    |

### Selección nacional
| País         | Año       | Partidos | Goles |
| ------------ | --------- | -------- | ----- |
| Países Bajos | 2004-2014 | 104      | 24    |

## Clubes

### Jugador
| Club                  | País         | Año       |
| --------------------- | ------------ | --------- |
| Quick Boys            | Países Bajos | 1997-1998 |
| F. C. Utrecht         | Países Bajos | 1998-2003 |
| Feyenoord de Róterdam | Países Bajos | 2003-2006 |
| Liverpool F. C.       | Inglaterra   | 2006-2012 |
| Fenerbahçe S. K.      | Turquía      | 2012-2015 |
| Feyenoord de Róterdam | Países Bajos | 2015-2017 |
| Quick Boys            | Países Bajos | 2018      |

### Entrenador
| Club         | País         | Año       |
| ------------ | ------------ | --------- |
| ADO Den Haag | Países Bajos | 2022      |
| Beerschot    | Bélgica      | 2023-2025 |
| Dordrecht    | Países Bajos | 2025-Act. |

## Estadísticas como entrenador
| Equipo                      | Div.                | Temporada           | Liga  | Liga | Liga | Liga | Liga |       | Copa | Copa | Copa | Copa  |   | Internacional | Internacional | Internacional | Internacional | Internacional |   | Otros | Otros | Otros | Otros |    | Totales     | Totales | Totales | Totales | Totales | Totales | Totales | Totales |
| Equipo                      | Div.                | Temporada           | Part. | G    | E    | P    | Pos. | Part. | G    | E    | P    | Part. | G | E             | P             | Pos.          | Part.         | G             | E | P     | Part. | G     | E     | P  | Rendimiento | GF      | GC      | Dif.    |         |         |         |         |
| --------------------------- | ------------------- | ------------------- | ----- | ---- | ---- | ---- | ---- | ----- | ---- | ---- | ---- | ----- | - | ------------- | ------------- | ------------- | ------------- | ------------- | - | ----- | ----- | ----- | ----- | -- | ----------- | ------- | ------- | ------- | ------- | ------- | ------- | ------- |
| ADO Den Haag · Países Bajos | 2.ª                 | 2022-23             | 16    | 4    | 4    | 8    | Inc. | 1     | 1    | 0    | 0    | -     | - | -             | -             | -             | -             | -             | - | -     | 17    | 5     | 4     | 8  | 37.25%      | 22      | 28      | -6      |         |         |         |         |
| ADO Den Haag · Países Bajos | Total               | Total               | 16    | 4    | 4    | 8    | -    | 1     | 1    | 0    | 0    | -     | - | -             | -             | -             | -             | -             | - | -     | 17    | 5     | 4     | 8  | 37.25%      | 22      | 28      | -6      |         |         |         |         |
| Beerschot · Bélgica         | 2.ª                 | 2023-24             | 14    | 7    | 3    | 4    | 1.º  | -     | -    | -    | -    | -     | - | -             | -             | -             | -             | -             | - | -     | 14    | 7     | 3     | 4  | 57.14%      | 19      | 15      | +4      |         |         |         |         |
| Beerschot · Bélgica         | 1.ª                 | 2024-25             | 36    | 5    | 9    | 22   | 16.º | 3     | 1    | 1    | 1    | -     | - | -             | -             | -             | -             | -             | - | -     | 39    | 6     | 10    | 23 | 23.93%      | 41      | 73      | -32     |         |         |         |         |
| Beerschot · Bélgica         | Total               | Total               | 50    | 12   | 12   | 26   | -    | 3     | 1    | 1    | 1    | -     | - | -             | -             | -             | -             | -             | - | -     | 53    | 13    | 13    | 27 | 32.71%      | 60      | 88      | -28     |         |         |         |         |
| Dordrecht · Países Bajos    | 2.ª                 | 2025-26             | 2     | 2    | 0    | 0    | -    | 0     | 0    | 0    | 0    | -     | - | -             | -             | -             | -             | -             | - | -     | 2     | 2     | 0     | 0  | 100%        | 2       | 0       | +2      |         |         |         |         |
| Dordrecht · Países Bajos    | Total               | Total               | 2     | 2    | 0    | 0    | -    | 0     | 0    | 0    | 0    | -     | - | -             | -             | -             | -             | -             | - | -     | 2     | 2     | 0     | 0  | 100%        | 2       | 0       | +2      |         |         |         |         |
| Total en su carrera         | Total en su carrera | Total en su carrera | 68    | 18   | 16   | 34   | -    | 4     | 2    | 1    | 1    | -     | - | -             | -             | -             | -             | -             | - | -     | 72    | 20    | 17    | 35 | 35.65%      | 84      | 116     | -32     |         |         |         |         |
| 1.                          |                     |                     |       |      |      |      |      |       |      |      |      |       |   |               |               |               |               |               |   |       |       |       |       |    |             |         |         |         |         |         |         |         |

### Resumen por competiciones
| Competición                 | Partidos | Ganados | Empatados | Perdidos | %      |
| --------------------------- | -------- | ------- | --------- | -------- | ------ |
| Eerste Divisie              | 18       | 6       | 4         | 8        | 40.74% |
| Copa de los Países Bajos    | 1        | 1       | 0         | 0        | 100%   |
| Segunda División de Bélgica | 14       | 7       | 3         | 4        | 57.14% |
| Primera División de Bélgica | 36       | 5       | 9         | 22       | 22.22% |
| Copa de Bélgica             | 3        | 1       | 1         | 1        | 44.44% |
| TOTAL                       | 72       | 20      | 17        | 35       | 35.65% |

## Palmarés

### Como jugador

#### Títulos nacionales
| Título                   | Club       | País         | Año  |
| ------------------------ | ---------- | ------------ | ---- |
| Copa de los Países Bajos | Utrecht    | Países Bajos | 2003 |
| Copa de la Liga          | Liverpool  | Inglaterra   | 2012 |
| Copa de Turquía          | Fenerbahçe | Turquía      | 2013 |
| Superliga de Turquía     | Fenerbahçe | Turquía      | 2014 |
| Supercopa de Turquía     | Fenerbahçe | Turquía      | 2014 |
| Copa de los Países Bajos | Feyenoord  | Países Bajos | 2016 |
| Eredivisie               | Feyenoord  | Países Bajos | 2017 |

### Como entrenador

#### Títulos nacionales
| Título                      | Equipo    | País    | Año  |
| --------------------------- | --------- | ------- | ---- |
| Segunda División de Bélgica | Beerschot | Bélgica | 2024 |

### Distinciones individuales
| Distinción                                  | Año     |
| ------------------------------------------- | ------- |
| Bota de Oro de los Países Bajos             | 2003    |
| Máximo goleador de la Eredivisie (29 goles) | 2005    |
| Bota de Oro de los Países Bajos             | 2005-06 |
| Futbolista del año en los Países Bajos      | 2006    |